# Relations publiques
 (mars 2023).
Motif : Article non neutre

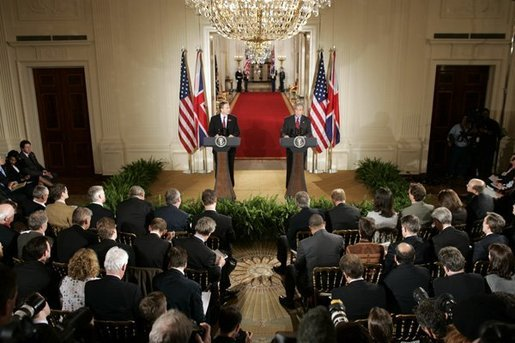
La Conférence de presse est l'un des moyens courants pour le relations publiques de communiquer avec la presse, pour informer le public ; ici, avec le président des États-Unis George W. Bush et le Premier ministre britannique Tony Blair à la Maison-Blanche.

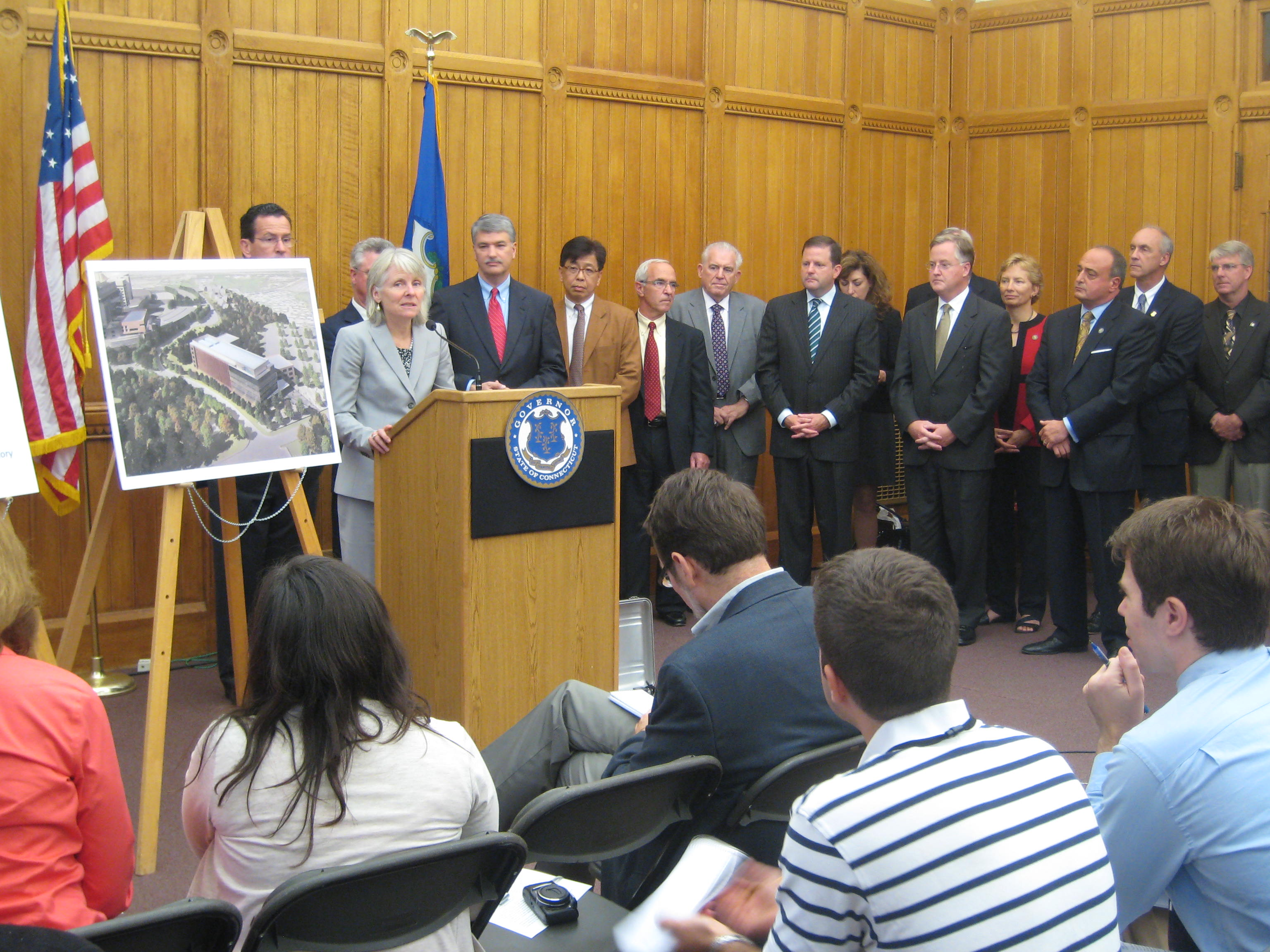
Une conférence de presse peut être préparée par plusieurs services presse et de relations publiques. Ici, en 2011 le Jackson Laboratory for Genomic Medicine, l'État (Connecticut), l'Université du Connecticut et l'Université de Yale annoncent conjointement un projet de médecine personnalisée basé sur la génétique du patient, affirmant que le projet créera plus de 6800 emplois sur 20 ans.

Les relations publiques sont un euphémisme utilisé pour désigner la propagande faite par des groupements (entreprises, lobbys, syndicats, partis politiques, États) pour : 
- communiquer sur leurs réalisations,
- promouvoir leur image de marque,
- manipuler l'information pour entretenir ou améliorer leur notoriété et leur réputation, afin de produire du consentement[1] dans le but, par exemple, de susciter de la sympathie à leur égard à l'extérieur et/ou favoriser les bonnes relations à l'intérieur[2],[3], ou au contraire de réduire l'impact de la mauvaise publicité (communication de crise).

Le mot qui désignait autrefois ces activités était propagande, mais en raison d'une connotation et consonance trop négatives, il a été remplacé en 1919 par l'expression plus neutre de relations publiques, à l'initiative d'Edward Bernays. Cette expression désigne des relations généralement plus personnalisées et/ou intervenant via des relais (système ou organisation reliant deux ou plusieurs agents pour un même objectif, utilisé dans une large variété de domaines). Depuis l'avènement d'Internet et des réseaux sociaux, cela inclut le churnalisme et l'utilisation des influenceurs en ligne.

## Apparition de l'expression
À la fin du XIXe siècle, les entreprises privées exercent un rôle croissant dans la vie politique et économique américaine. En raison de la multiplication des crises, les dirigeants sont en quête de techniques permettant de contrôler les mouvements de contestation ainsi que les critiques émanant de la presse.
En 1892, l'avocat Dorman Eaton prononce à la Yale Law School une conférence intitulée The public relations and the duties of legal profession (« Les relations publiques et les devoirs de la profession juridique »). Et cinq ans plus tard, en 1897, l'expression Public Relations parait dans le Year Book of Railway Litterature, organe de l'Association des Chemins de fer Américains.

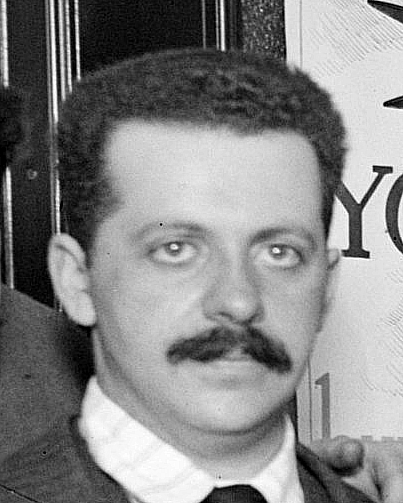
Edward Bernays

En 1906, Ivy B. Lee, un ancien journaliste devenu « représentant de presse » pour la Pennsylvania Railroad, convainc ses dirigeants d'entretenir des relations ouvertes avec la presse, notamment en émettant des communiqués et en rencontrant les journalistes.
En 1908, Newton Vail, président de l'American Telephone and Telegraph Company, emploie l'expression public relations dans son acception actuelle, à l'occasion de la présentation du rapport annuel de la société.
En 1913, Edward Bernays « invente une technique qui reste une des plus courantes et des plus efficaces des relations publiques, une stratégie qui permet de transformer ce qui parait être un obstacle en une opportunité et de faire d'un objet de controverse un noble cheval de bataille ». Et en 1917, il se fait appeler « conseiller en relations publiques ».
Au XXe siècle, l'histoire des relations publiques s'est donc surtout écrite dans les pays riches et au sein de grandes entreprises, en réponse à ceux qui tentaient (ou préventivement en réponse à tous ceux qui pourraient tenter) d'interférer avec leurs opérations commerciales et de développement, souvent hégémoniques. Leurs opposants étant alors volontiers qualifiés d'agitateurs, de militants ou d'activistes. Une étude historique (2012) de Coombs & Holladay, de la Nicholson School of Communication de l'université du centre de la Floride, montre que les entreprises ont repris à leur compte des techniques innovantes de relations publiques développées par ces militants. L'activisme a ainsi aussi « contribué à façonner les pratiques de relations publiques aux États-Unis ».

### Problèmes éthiques et moraux
Le métier des relations publiques est encore mal défini et très peu encadré par la législation (bien moins que celui des lobbyistes qui sont de plus en plus invités ou obligés à se déclarer pour clarifier les situations de conflit d'intérêts), et une part importante du travail de relations publiques consiste à mettre en place, au service d'un commanditaire, ce que John H. Harvey et al. appelaient en 1975 « une communication persuasive ».
Dans les faits cette communication persuasive s'apparente parfois à un travail de lobbyiste, parfois associé à la diffusion de propagande, éventuellement mensongère, construite pour des organisations souvent riches et puissantes, qui instituent des rapports de force, biaisés et déséquilibrés, entre l'émetteur et le récepteur.
Pour défendre ce métier, des organisations professionnelles comme la Public Relations Society of America (PRSA) ont cherché à produire une définition interne de la profession, et ont mis en place des chartes ou codes éthiques périodiquement mises à jour (en 1954, 1959, 1963, 1977, 1983, 1988 et 2000),,.
Le code déontologique de la PRSA (version en vigueur en 2012) stipulait ainsi que les membres de la PRSA « adhèrent aux normes les plus élevées d'exactitude et de vérité » ; qu'ils ne doivent jamais tendre à « corrompre l'intégrité des canaux de communication publique » et toujours agir « en accord avec le bien-être public », identifier la source de leurs communications, éviter les méthodes dérogatoires, éviter d'abuser des informations privilégiées et protéger et faire progresser « la libre circulation d'informations exactes et véridiques », favoriser une « prise de décision éclairée grâce à une communication ouverte »… (et s'efforcer de « renforcer la confiance du public dans la profession »).
Ce code éthique reste critiqué pour sa non-opposabilité, l'absence de contrôle associé et surtout pour un fréquent manque flagrant d'application par les services chargés de relations publiques. À titre d'exemple, en 2009 Scott McClellan a révélé ou confirmé dans un livre les mensonges faits au peuple américain par le Président Bush et son administration quant aux raisons de l'Invasion de l'Irak par les États-Unis en 2003. McClellan en tant qu'attaché de presse de Bush nommé en 2001 directeur adjoint du service des relations publiques de la Maison Blanche, a lui-même été au cœur du mensonge, sous la direction de Karen Hughes). Après la parution de ce livre, sur CBS News, Andrew Cohen (alors analyste juridique de CBS News), a écrit :

« La Public Relations Society of America déclare : " Nous adhérons aux normes les plus élevées d'exactitude et de vérité dans la promotion des intérêts de ceux que nous représentons…" Cette clause me frappe comme si l'Association américaine des cambrioleurs avait pour credo "Tu ne volera point" ; Montrez-moi une personne des relations publiques qui est" exacte "et" véridique ", et je vous montrerai une personne des relations publiques qui est au chômage (…) Vous ne pouvez pas essayer de convaincre quelqu'un qu'une vache laitière est vraiment un cheval de course sans mentir. Vous ne pouvez pas construire une profession basée sur la tromperie et la manipulation, puis créer des règles "d'éthique" qui appellent à l'honnêteté, puis critiquer McClellan. Il a fait ce que ses prédécesseurs avaient fait et ce que font et continueront de faire ses successeurs jusqu'à ce que plus personne ne les écoute depuis la tribune". »

La PRSA n'a de compétence que pour les États-Unis, et en termes d'éthique, elle n'a que des compétences morales, uniquement basées sur l'engagement volontaire de ses membres, mais en tant que première organisation mondiale du secteur (en nombre d'adhérents) ses avis sont susceptible d'influer la profession dans d'autres pays.
La liste complète des standards éthiques (Ethical Standard Advisory) n'est disponible sur le site PRSA que pour les membres inscrits.

### Relations publiques, mésinformation et désinformation
En 2021, en réponse aux fréquentes accusations de désinformation faites au secteur des Relations publiques, et notamment à l'égard des jeunes, faciles à manipuler via certains influenceurs en ligne et plus généralement par la publicité dite « native » (ou publicité intégrée ou publicité caméléon), la Public Relations Society of America a publié un avis  sur la mésinformation, la désinformation et la malinformation (ici définie comme « une information basée sur la réalité mais créée délibérément pour infliger un préjudice à une personne ou à un groupe », pouvant donner lieu à des poursuites ,. 
Cet avis reconnait qu'en renseignent mal ou en trompant délibérément le public, elles nuisent à la prise de décisions éclairées et en outre sapent la confiance, érodent et polluent l'autoroute de l'information et d'autres canaux de communication ; elles perturbent considérablement la démocratie, l'économie, les lieux de travail et les communautés. « Un nombre croissant d'Américains s'appuient sur des sources « d'information » qui menacent l'intérêt public en diffusant des informations partielles, inexactes, manquant de transparence et, dans certains cas, nuisibles ».
La PRSA y rappelle cependant que la désinformation ou la « distorsion de l'information » sont, dans une large mesure (par rapport à d'autres pays), permises aux États-Unis par le Premier amendement de la Constitution des États-Unis sur la liberté d'expression et la liberté de la presse ; la jurisprudence, américaine notamment, demande à la justice de nettement distinguer la distorsion délibérée d'information (éventuellement faite avec intention de nuire), de la simple inexactitude ou divergence d'opinions. La PRSA note à ce propos que les deux agences gouvernementales chargées du respect des lois sur la communication (commerciale notamment) aux États-Unis, ont plusieurs fois mis à jour leurs directives pour les adapter au nouvel environnement médiatique (médias sociaux, publicité en ligne et appel croissant aux influenceurs en ligne) ; en 2019, la FTC a par exemple publié une nouvelle directive  sur la divulgations publicitaires et les influenceurs en ligne…).
Selon la PRSA les professionnels des relations publiques peuvent et doivent ralentir puis éliminer l'échange de fausses informations ; ils sont même particulièrement bien placés et qualifiés pour le faire ; ils doivent pour cela « passer de la défense à l'attaque, et remplir leur obligation éthique et aider les consommateurs d'actualités et d'informations à prendre de meilleures décisions, en ligne et hors ligne ». La PRSA leur rappelle qu'ils doivent régulières vérifier les mises à jour sur la désinformation
Au moins trois items traités par le Code éthique de la PRSA sont concernées :
| Thème                      | Disposition du Code éthique de la PRSA | valeurs professionnelles associées |
| -------------------------- | --- | --- |
| Divulgation d'informations | Soyez honnête et précis dans toutes les communications. Évitez les pratiques trompeuses                                                                              | (Nous adhérons aux normes les plus élevées d'exactitude et de vérité dans la promotion des intérêts de ceux que nous représentons et dans la communication avec le public).                                                                                    |
| Conflits d'intérêts        | Évitez les actions et les circonstances pouvant sembler compromettre le bon jugement commercial ou créer un conflit entre les intérêts personnels et professionnels. | |
| Améliorer la profession    | Construire le respect et la crédibilité de la profession des relations publiques auprès du public                                                                    | (La défense des intérêts est une valeur professionnelle pertinente pour la discussion sur la désinformation parce qu'une défense des intérêts responsable exige la prise en compte à la fois des intérêts du client/employeur et des intérêts de l'employeur). |

En situation de travail, les chargés de Relations publiques peuvent facilement se retrouver en situation de conflit d'intérêts, de double contrainte (injonction paradoxale) car les valeurs et principes officiellement mises en avant par la profession peuvent dans le métier souvent se contredire, en particulier les valeurs morales et éthiques d'honnêteté et d'équité (« nous traitons équitablement les clients, les employeurs, les concurrents, les pairs, les fournisseurs, les médias et le grand public (…) Nous respectons toutes les opinions et soutenons le droit à la liberté d'expression) » peuvent contredire le principe commercial de loyauté au client (« Nous sommes fidèles à ceux que nous représentons »), même si cette loyauté a des limites (celles du principe d'obligation de servir l'intérêt public.
Si des pratiques non éthiques de communication sont portées à la connaissance de la PRSA, elle peut faire appel à son Conseil d'éthique et des normes professionnelles (BEPS), qui conseille les rédacteurs du Code éthique de l'association. Le BEPS peut saisir le conseil d'administration de la PRSA et donner de nouveaux avis sur les normes éthiques « à titre informatif uniquement et non dans le but de fournir des conseils juridiques » selon la PRSA (2022). Le non-respect de ce code peut faire perdre aux adhérents leur statut de membre de l'association.

### Évolution de l'image du métier au sein de la population générale
Un constat fait par la Public Relations Society of America (PRSA) et par diverses études montre ou confirme que le métier est mal défini par les représentants de ceux qui l'exercent (La PRSA malgré des années d'efforts n'a pu en produire qu'une définition relativement large, imprécise et à connotation auto-promotionnelle : « Les relations publiques aident une organisation et ses publics à s'adapter mutuellement » ou 
un processus de communication stratégique qui établit des relations mutuellement bénéfiques entre les organisations et leurs publics.
Le métier de relation publique a une image plutôt mauvaise dans le public. Ainsi, une étude (1998, par Julie K.Henderson, école de journalisme de l'Université du Wisconsin) a recherché l'expression « relations publiques » dans 100 articles choisis dans la presse populaire. L'expression y était présent 254 fois. L'étude s'est intéressée aux connotations de chacun de ces 254 occurrences. Huit catégories ont émergé :
- les relations publiques utiles,
- les relations publiques corruptrices des canaux de communication,
- les relations publiques corruptrices du processus démocratique,
- les relations publiques comme tour de passe-passe,
- les relations publiques faisant des gagnants et des perdants,
- les relations publiques utilisées à mauvais escient,
- les relations publiques utilisées comme simple identifiant. Selon elle, le mot était utilisé correctement[C'est-à-dire ?] dans moins de 5 % des cas, avec une connotation négative dans 37 % des cas et avec une connotation positive dans 17 % des cas[26]. [Quoi ?]

Une autre étude (2014) a porté sur la manière dont, dans leurs messages Twitter, les journalistes évoquent les « relations publiques », selon leur type de média et selon les abonnés au fil twitter de ces journalistes. Dans ce contexte, les journalistes en parlent le plus souvent avec sens neutre, plutôt que négatif ou positif, comme un effort de construction d'image et/ou de persuasion, et y faire référence en parlant de publicité, d'image, de campagnes de persuasion et de marketing en vue de promotion de la position d'une organisation. L'étude concluait que « davantage de journalistes percevaient les relations publiques de manière plus neutre ou positive qu'auparavant », bien que d'autres études seraient nécessaire pour préciser la manière dont les relations publiques sont perçues dans le monde des journalistes et des médias.
En 2003, au Canada, Judith Scrimger et Trudie Richards, du Département des relations publiques de l'université Mount Saint Vincent notent que le vocabulaire associé dans la presse écrite à l'expression « relation publique » est encore fréquemment associé à des expressions métaphoriques évoquant des rapports de force et d'hostilité (bataille de relations publiques, guerre de relations publiques).

## Objectifs
Selon la PRSA (Public Relations Society of America) en 2022, les relations publiques consistent basiquement « à influencer, engager et établir une relation avec les principales parties prenantes sur de nombreuses plateformes afin de façonner et d'encadrer la perception publique d'une organisation ».
Ce sont des stratégies, qui, toujours selon la PRSA s'appuient sur un travail de veille consistant à « Anticiper, analyser et interpréter l'opinion publique, les attitudes et les problèmes qui pourraient avoir un impact, bon ou mauvais, sur les opérations et les plans de l'organisation » commanditaire, en cas de crise notamment. Les personnes chargées des Relations publiques conseillent l'entité commanditaire dans tout ou partie de ses niveaux décisionnaires, par exemple pour (re)formuler ses décisions politiques et stratégiques, notamment en termes de communication (communication de crise notamment), afin de protéger ou améliorer la « réputation » de l'entité commanditaire, ceci « en tenant compte de ses ramifications publiques et de ses responsabilités sociales ou citoyennes ».
Il s'agira donc de trouver et gérer des ressources financières et humaines (personnel formé ad hoc) pour répondre à des objectifs planifiés, budgétisés et évaluables dans le temps.
Les programmes d'action et de communication, doivent, selon la PRSA (2022), « parvenir à la compréhension du public informé nécessaire à la réussite des objectifs de l'organisation » (commanditaire). Cette communication passe par exemple par le marketing, les relations avec les employés, avec autres parties prenantes (élus locaux et gouvernement le cas échéant), par des stratégies d'« influence ou de modification des politiques publiques » ou et d'autres approches jugées pertinentes pour cet objectif (voir descriptions des métiers plus bas).

## Formes possibles
Les relations publiques désignent communément l'ensemble des activités de communication et d'information mises en œuvre :
- à l'intérieur de l'entreprise (RP internes), pour instaurer et développer un climat de confiance, renforcer la cohésion et la culture d'entreprise, motiver les salariés, etc. On parle alors plutôt de « communication interne »;
- à l'extérieur de l'entreprise (RP externes), pour développer de bonnes relations entre une entité (publique ou privée) et des tiers parties prenantes (clients, prescripteurs, fournisseurs, spectateurs, riverains, élus ou techniciens représentants des collectivités locales, presse, influenceurs, etc., pour créer un capital de sympathie, renforcer son image et sa notoriété[29].

## Métiers, disciplines et fonctions mobilisés par les relations publiques
- Communication exécutive et d'entreprise (interne, externe), communication de crise (interne, externe), communications marketing ;
- Relations avec les administrations, les médias (relations presse en entretenant des contacts réguliers et ciblés avec les médias), relation avec les médias sociaux, les syndicats, les investisseurs (bancaires, boursiers ou institutionnels), les riverains, etc.[29] ;
- Création de contenu (rédaction de discours, de communiqués, de publireportage, éventuellement « multimédia »)… « pour stimuler l'engagement des clients et générer des prospects » précise la PRSA (2022) ; création d'événementiels (ex : sponsoring ou parrainages d'opérations culturelles, sportives ou caritatives, invitations à des fêtes ou à des opérations de prestige, etc.)[29],
- Gestion d'images et de réputation ; journalisme de marque[29] ;
- d'information régulière du public ou de personnalités ciblées sous forme notamment de lettres d'information[29].

Les relations publiques interviennent souvent en soutien des relations presse, ou les encadrent.

## Outils
Les relations publiques ont deux types de cibles distinctes, des cibles internes (employés, collaborateurs, partenaires, investisseurs) et des cibles externes à l'organisation. Les objectifs des relations publiques sont majoritairement cognitifs et affectifs. Il s'agit principalement pour les entreprises de communiquer autour de leurs activités, tant internes qu'externes, d'améliorer leur notoriété et de développer leur capital de sympathie.
Pour ce faire, différents outils sont à la disposition des chargés de relations publiques :
- les outils internes : journal d'entreprise, livret d'accueil des nouveaux collaborateurs, événements de communication (organisations de cérémonies, de tournois sportifs), repas de fin d'année, arbre de Noël, etc. ;
- les outils externes : lettres d'information, visites d'entreprises, journées portes ouvertes, relations avec la presse (communiqués, conférences de presse, media training), plaquettes de présentation de l'entreprise, relais d'opinion sur internet, journaux, affiches, films, spectacles, etc.

Les relations publiques interviennent dans :
- la valorisation du capital (« réputation » d'une organisation ou d'une marque) ;
- la gestion de l'opinion ;
- la communication d'acceptabilité ;
- la communication de crise et sensible.

### Média training
Le média training (ou média-training), est la préparation par un média-trainer (agence ou consultant, souvent un journaliste, encore en activité ou non) d'un média-trainé (acteur politique, économique, etc.) qui peut être amené à se retrouver devant un média. Cette prestation passe par des exercices de mise en situation réelle face à des médias TV, radio et internet (social média-training adapté aux réseaux sociaux). Les exercices portent notamment sur la présentation du message (forme, contenu) et sur les capacités communicationnelles de l'acteur (prestance, charisme, élocution, etc.).

### Vidéographie
- Propaganda - la fabrique du consentement, sur l'émergence du conseil en relation publique (Documentaire, sur Daily Motion )